# Filmowa encyklopedia Łodzi i okolic
Filmowa encyklopedia Łodzi i okolic – cykliczny program telewizyjny produkcji Telewizji Łódź w encyklopedycznej formie pokazujący ciekawe obiekty architektoniczne w Łodzi i jej okolicach. W każdym odcinku pokazywany jest inny budynek, obiekt lub miejsce w Łodzi, bądź regionie.
Program prowadzi historyk i znawca Łodzi Ryszard Bonisławski, a reżyseruje i produkuje Jadwiga Wileńska. Pomysłodawcą i inicjatorem, a także pierwszym prowadzącym program, był Stanisław Łukawski.
W 2004 roku Jadwiga Jolanta Wileńska-Jaworska otrzymała Nagrodę Miasta Łodzi – w uzasadnieniu podano m.in., że dzięki programowi telewizyjnemu „Filmowa encyklopedia Łodzi i okolic” jej autorstwa, liczącym wtedy już ponad 500 odcinków, historia Łodzi i życie ludzi tworzących to miasto „staje się po każdym odcinku cyklu coraz bliższe i bardziej znajome zaś sama Łódź posiada najbogatszą dokumentację”.